# Abzanowo (rejon archangielski)
Abzanowo (ros. Абзаново) – wieś (sieło) w Rosji, w Baszkortostanie, w rejonie archangielskim. W 2010 liczyła 836 mieszkańców.